# Noten für zwei
Noten für zwei war eine von Roberto Blanco und Elisabeth Volkmann moderierte Spielshow. Es traten jeweils zwei Kandidatenpaare in mehreren Runden gegeneinander an. Es waren z. B. Chef und Sekretärin oder einfach zwei gute Freunde. Allerdings erzielte die Show als Nachfolge von Rudi Carrells Am laufenden Band nicht die gewünschte Quote. Sie war ein großer Flop. Daher gab es zwischen 1980 und 1982 auch nur vier Ausgaben. Im Unterschied zur ähnlich erfolglosen Astro Show des ARD wurde die Show auf Antrag Blancos dann konsequenterweise auch schnell eingestellt.